# Dendrophyllia laboreli
Dendrophyllia laboreli is een rifkoralensoort uit de familie van de Dendrophylliidae. De wetenschappelijke naam van de soort is voor het eerst geldig gepubliceerd in 1984 door Zibrowius & Brito.